# Luc Carvounas
Luc Carvounas, né le 8 juin 1971 à Charenton-le-Pont (Val-de-Marne), est un homme politique français, ayant également la nationalité grecque. Val-de-Marnais, il est sénateur de 2011 à 2017, député de 2017 à 2020 et maire d'Alfortville de 2012 à 2017 avant d'être réélu en 2020.

## Biographie

### Origines et études
Petit-fils de grands-parents paternels originaires de d'Smyrne en Turquie, Luc Carvounas est le fils de Joseph Carvounas, né à Paris qui travaille dans la marine française avant d'être ouvrier électronicien puis commercial chez Citroën, et d'une mère grecque,, Luc Carvounas a une maîtrise (1994) et un DEA en histoire (1997). Il est cadre territorial.

### Parti socialiste
Entré au Parti socialiste en 1995, après avoir participé à la campagne à l'élection présidentielle de Lionel Jospin, Luc Carvounas entre dans les instances fédérales en 1996. De 2003 à 2008, il est premier secrétaire de la section PS d'Alfortville. En novembre 2008, il est élu premier secrétaire de la Fédération PS du Val-de-Marne.
Tête de liste de toute la gauche aux élections sénatoriales de septembre 2011 dans le Val-de-Marne, il fait son entrée au Sénat le 1er octobre 2011, à l'âge de 40 ans et démissionne alors de son mandat au conseil général. Vice-président du groupe socialiste au Sénat, il est désigné par ses collègues secrétaire de la commission sénatoriale pour l'application des lois, dont il est membre.
Luc Carvounas est directeur de campagne de Manuel Valls dans le cadre des premières primaires du Parti socialiste visant à désigner le candidat de ce dernier à l’élection présidentielle de 2012, chargé de négocier avec les autres partis. En tant que maire d'Alfortville, il parraine ensuie la candidature de François Hollande à l'élection présidentielle de 2012.
Il est le directeur de campagne de Claude Bartolone, tête de liste PS pour l'élection régionale de 2015 en Île-de-France. Le 20 juin 2015, lors du Conseil national d'élection du PS, Luc Carvounas est élu secrétaire national chargé des relations avec le Parlement[réf. nécessaire].
Après la victoire de Benoît Hamon à la primaire citoyenne de 2017, il est nommé co-responsable du conseil des parlementaires de sa campagne présidentielle avec Laurence Dumont,. Attaché au Parti Socialiste et à l'Union de la Gauche, Luc Carvounas rompt avec Manuel Valls sur fond de désaccords politiques majeurs
Candidat du PS lors des élections législatives de 2017 dans la 9e circonscription du Val-de-Marne, Luc Carvounas se fait nationalement remarquer pendant la campagne en dansant le Ndombolo à l'occasion de la fête du jeu et de l'amitié organisée le 20 mai 2017 sur l'esplanade du Siècle des Lumières d'Alfortville. La séquence, filmée, est partagée sur les médias sociaux le 27 mai et fait rapidement le buzz,. Devancé au premier tour par la candidate LREM Gaëlle Marceau le 11 juin, Luc Carvounas l'emporte finalement avec 58,74 % des suffrages exprimés au second tour le 18 juin. Il est alors le seul candidat socialiste élu dans le département à l'issue du scrutin. En juillet 2017, il intègre la direction collégiale provisoire du PS à la suite de la démission de Jean-Christophe Cambadélis.

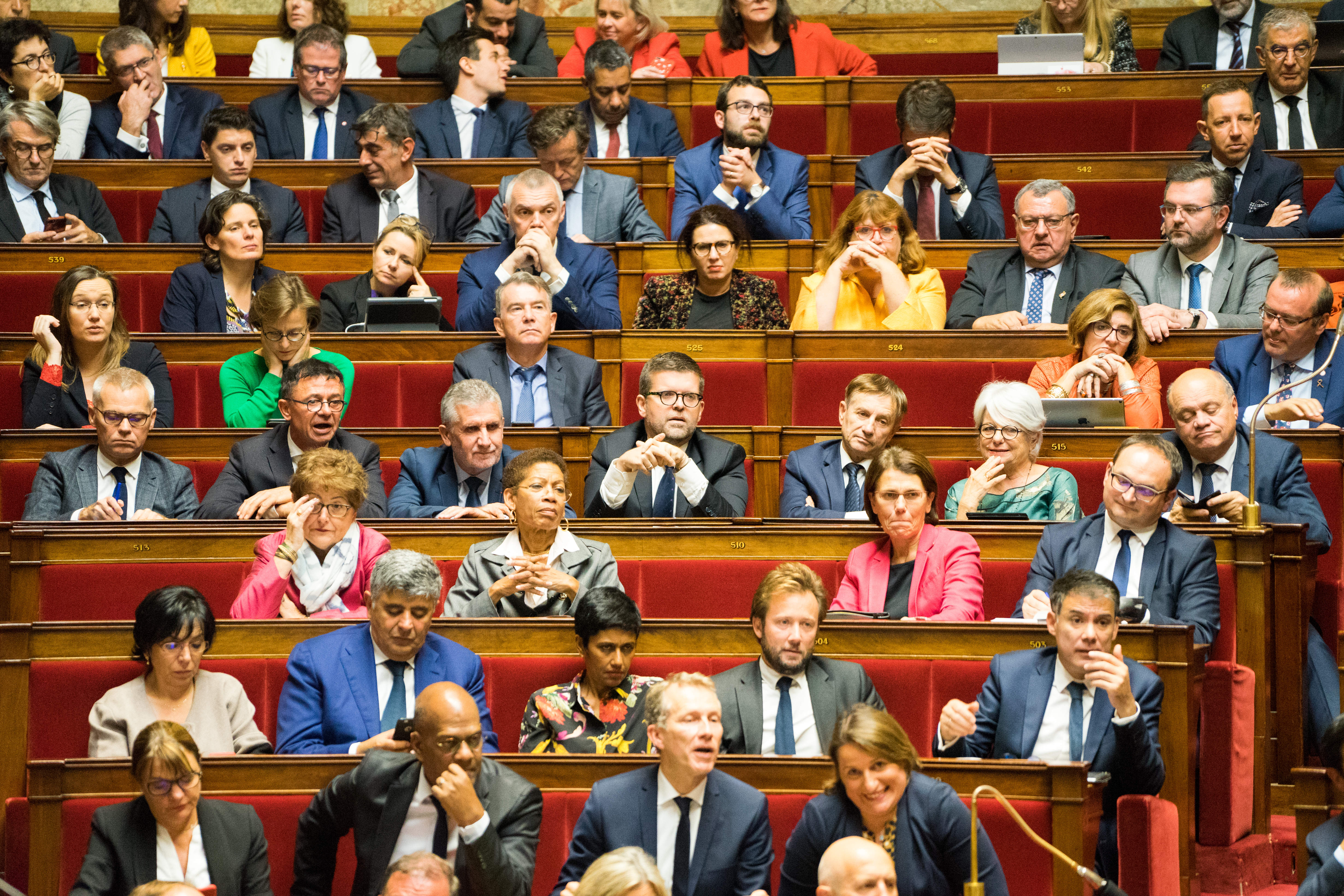
Luc Carvounas en 2018 en séance dans l'hémicycle de l'Assemblée nationale au centre du 4e rang.

À la fin de 2017, il annonce sa candidature au poste de premier secrétaire du Parti socialiste. À l'issue du premier tour de l’élection du premier secrétaire du PS, la motion dont il est le premier signataire arrive en dernière position avec 6,38 % des voix,. En septembre 2018, il fonde la Gauche-Arc-En-Ciel, à Marseille, qui se présente comme une « confluence » des forces et des idées de gauche, visant à rassembler diverses associations et sensibilités de gauche.
Fin novembre 2020, il rejoint la majorité d’Olivier Faure au sein de la direction nationale du Parti socialiste, dont il devient porte-parole.
Début janvier 2022, il est nommé porte-parole de campagne présidentielle de la candidate du PS Anne Hidalgo.

### Maire d'Alfortville
Le 18 mars 2012, il est élu par le conseil municipal à la tête de la mairie d'Alfortville, à la suite de la démission de René Rouquet qui dirigeait la commune depuis vingt-quatre années,. Le 30 mars 2014, il est réélu maire d'Alfortville au second tour avec 58,2 % des voix exprimées.
Le 10 septembre 2017, Michel Gerchinovitz, premier adjoint d'Alfortville, lui succède à la mairie à la suite de l'application du non-cumul des mandats. Il maintient ses mandats de conseiller municipal et conseiller métropolitain.
Le lendemain, le 11 novembre 2017, la chambre régionale des comptes (CRC) publie un rapport sur la gestion de la ville d'Alfortville depuis 2010 pointant « de nombreuses anomalies »,. Les charges de fonctionnement d’Alfortville ont progressé de 22,8 % entre 2010 et 2015, une hausse qui a concerné les charges générales (+ 34,8 %), les subventions aux associations (+ 37 %) et les dépenses de personnel (+ 18,5 %). Les magistrats évoquent une « politique de recrutement contestable », contrevenant « au principe d'emplois publics par des fonctionnaires, ou permettant à des contractuels d'accéder à des postes qui ne leur sont pas ouverts », assorti de « rémunérations anormalement favorables ». Malgré cette augmentation, les dépenses de fonctionnement par habitant de la ville restent inférieures aux moyennes régionale et nationale,,.
Selon StreetPress, le 18 novembre 2019, alors en campagne our les élections municipales, Carvounas aurait promis au directeur du club de football US Alfortville (Abdoulaye Diakité, aussi membre de la liste d'opposition LREM aux municipales du mois de mars-juin 2020) l'effacement des dettes du club en échange de son soutien politique, ce que Carvounas nie. L'été suivant, la municipalité dirigée par Luc Carvounas expulse les licenciés de l'US Alfortville de leurs installations sportive au profit d'un club nouvellement créé: le FC Alfortville. Abdoulaye Diakité dénonce une décision politique et quitte l'US Alfortville. Le club porte plainte contre le maire auprès du Tribunal administratif de Melun qui rejette sa requête en référé-liberté en octobre 2020.
Luc Carvounas est de nouveau élu maire d'Alfortville en mai 2020 au terme des élections municipales du 15 mars précédent. Contraint par la législation limitant le cumul des mandats, il démissionne de son siège de député du Val-de-Marne. Sa suppléante Sarah Taillebois étant elle-même en situation d'incompatibilité ne peut siéger ; une élection législative partielle a donc été organisée ; son adjointe Isabelle Santiago est élue pour lui succéder,.

### Autres fonctions
En septembre 2014, il est élu à l'unanimité président de l'Association des maires du Val-de-Marne. Le 25 septembre 2020, il est réélu président de l’Association des maires du Val-de-Marne (AM94). Il intègre le Bureau de l’association « Villes de France », qui regroupe les communes de 10 000 à 100 000 habitants. Il est aussi secrétaire général de l'Association des maires d'Île-de-France (AMIF). À la suite du renouvellement des instances de l'Association des maires de France (AMF) lors du congrès de novembre 2021, il intègre son comité directeur et se voit confier la co-présidence de la commission des Affaires sociales.
Le 28 juin 2017, il est nommé secrétaire du bureau de l'Assemblée nationale, plus haute instance collégiale et membre de la commission de la Défense nationale et des Forces armées.
Il est élu le 21 janvier 2016 vice-président de la métropole du Grand Paris. Au mois de septembre 2020, il devient vice-président de la métropole du Grand Paris en charge de l’industrie du Tourisme. Il participe ainsi en septembre 2021 au Sommet du Grand Paris lors d'une table ronde avec le directeur général d'Aéroports de Paris sur l'avenir du tourisme du Grand Paris dans la mondialisation post-crise sanitaire. En mars 2021, il devient vice-président de l'Office de tourisme de Paris (OTCP). Il y anime notamment un groupe de travail relatif au développement du tourisme fluvial.
En décembre 2020, Luc Carvounas est élu président de l’Union nationale des centres communaux d'action sociale (UNCCAS).

### Distinctions
Par décret du 11 juillet 2025, il est fait Chevalier dans la promotion du 14 juillet 2025 de l’Ordre national de la Légion d’honneur. Une récompense qui vient distinguer notamment son action et son parcours d’élu engagé pour les solidarités.

## Vie privée
Pacsé depuis août 2012 avec Stéphane Exposito, chef de cabinet de la secrétaire d'État Pascale Boistard chargée des droits des femmes du gouvernement Valls II, ils se marient le 11 juillet 2015. C'est la première fois dans l'histoire qu'un parlementaire français épouse une personne du même sexe,,, l'ancienne députée socialiste Françoise Gaspard l'a tout de même devancé, s'étant mariée avec sa compagne le 30 juillet 2013, mais elle n'avait alors plus de mandat électoral.
En 2017, il obtient la nationalité grecque grâce à ses liens de filiation maternelle.

## Publications
- Luc Carvounas, La politique autrement : Réinventons nos institutions, Fondation Jean Jaurès, 2014 (ISBN 9782362440779)
- Luc Carvounas, Destination(s) FRANCE, pour un Tourisme à l'offensive, Fondation Jean-Jaurès, 2016 (ISBN 978-2362440892)
- Luc Carvounas, Construire la résilience territoriale pour anticiper les chocs à venir, Fondation Jean Jaurès, 2020